# Johan Åkerman (economista)
Johan Åkerman (Stoccolma, 1896 – 1982) è stato un economista svedese.
Fu docente dal 1943 al 1947 e direttore dell'Istituto Economico di Lund e condirettore di Ekonomisk Tidskrift. Fu sostenitore di una miscela tra induzione e deduzione.

## Biografia
Gustaf Åkerman era figlio dell'inviato Henrik Åkerman e della baronessa Louise Liljencrantz, e fratello maggiore dell'economista Johan Åkerman. Si diplomò al liceo nel 1906, si laureò in legge all'Università di Uppsala nel 1913, fu addetto e secondo segretario del Ministero degli Affari Esteri dal 1915 al 1918. Ricevette un dottorato in legge dall'Università di Lund nel 1923, fu professore associato di economia all'Università di Lund nel 1924 e professore di economia e sociologia all'Università di Göteborg 1931-1953.
I suoi contributi, in particolare il problema di Åkerman, hanno svolto un ruolo importante nello sviluppo dei lavori  di Knut Wicksell riguardo al ruolo del capitale.
Åkerman divenne membro della Società delle Scienze e delle Lettere di Göteborg nel 1938.